# Ohlendorf (Hemmingen)
Ohlendorf ist eine Ortschaft in der Stadt Hemmingen in der Region Hannover in Niedersachsen.

## Geschichte
1185 wurde Ohlendorf erstmals urkundlich erwähnt; es wird aber aufgrund von Ausgrabungen vermutet, dass es schon vor der Jahrtausendwende als sächsische Siedlung Ebbingehusen bestand, die aufgegeben wurde. In Ohlendorf gibt es die Besonderheit, dass die Zahl der Hofstellen in den letzten 400 Jahren nahezu konstant geblieben ist; die im Jahre 1585 bestehenden Höfe (drei Vollmeier, zwei Halbmeier und ein Kotten) bestehen heute noch. Zahlreiche in Hannover lebende Familien verdanken dem Ort zudem ihren Familiennamen.
Am 1. März 1974 wurde Ohlendorf in die neue Gemeinde Hemmingen eingegliedert.

## Politik

### Stadtrat und Bürgermeister
Ohlendorf wird auf kommunaler Ebene vom Rat der Stadt Hemmingen vertreten.

### Wappen

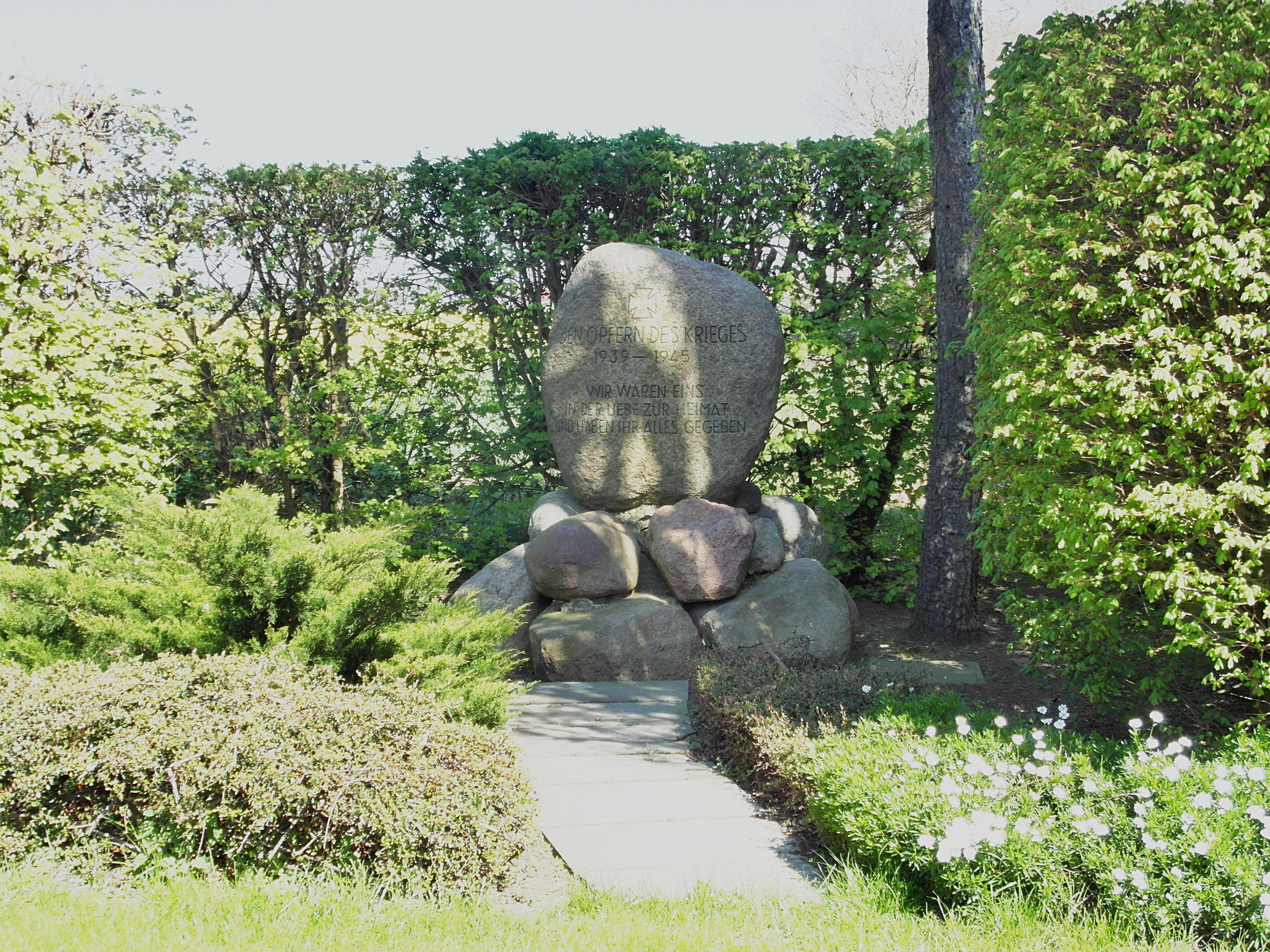
Vertriebenengedenkstein in Ohlendorf

Der Entwurf des Kommunalwappens von Ohlendorf stammt von dem Heraldiker und Grafiker Alfred Brecht, der sämtliche Wappen in der Region Hannover entworfen hat. Die Genehmigung des Wappens wurde am 16. April 1964 durch den Regierungspräsidenten in Hannover erteilt.
| Wappen von Ohlendorf | Blasonierung: „In von Rot und Silber geteiltem Schild oben ein schreitender, blau-bewehrter Löwe, unten ein rotes Zwölfender-Hirschgeweih.“ |
| Wappen von Ohlendorf | Wappenbegründung: Davon ausgehend, dass zu den Höfen in Ohlendorf vor mehr als 300 Jahren erst rund 100 ha bewirtschaftetes Ackerland gehörte, im Übrigen aber der Wald das Landschaftsbild beherrschte, von dem heute noch ein ansehnlicher Rest geblieben ist, legte der Heraldiker dem Rat der Gemeinde die Entwürfe zu einem Wappen vor, die mit dem die Oberherrschaft der Welfenherzöge anzeigenden Löwen das Hirschgeweih verbindet, das hier den Wald symbolisieren soll. |

## Kultur und Sehenswürdigkeiten
Baudenkmale
- Liste der Baudenkmale in Ohlendorf